# Таловка (Камчатский край)
Таловка — село в Пенжинском районе Камчатского края Российской Федерации. Административный центр и единственный населённый пункт одноимённого сельского поселения.

## География
Село находится на левом берегу реки Энычаваям, на расстоянии 53 км к юго-востоку от села Каменское, административного центра района.

## История
Статус и границы сельского поселения установлены Законом Корякского автономного округа от 2 декабря 2004 года № 365-ОЗ «О наделении статусом и определении административных центров муниципальных образований Корякского автономного округа».

## Население
| 2010 | 2012 | 2013 | 2014 | 2015 | 2016 | 2017 |
| ---- | ---- | ---- | ---- | ---- | ---- | ---- |
| 240  | ↘237 | ↘227 | →227 | ↘222 | ↘217 | ↘216 |
| 2018 | 2019 | 2020 | 2021 |      |      |      |
| ↘206 | ↗207 | ↘203 | ↘170 |      |      |      |

## Улицы
- ул. Комсомольская,
- ул. Лесная,
- ул. Северная,
- ул. Советская,
- ул. Центральная.